# San Diego Open
San Diego Open — щорічний жіночій тенісний турнір, який приймав професійні змагання тенісисток з 1971 по 2015 рік. У 2004 році отримав І категорію турнірів WTA. Протягом свого існування декілька разів змінював власну назву. Зміна титульної назви залежала від того хто був офіційним генеральним спонсором турніру.
2021 і 2021 року відбувся також чоловічий турнір категорії ATP 250.

## Історія
Перший турнір професійного туру Virginia Slims пройшов 1971 року в Сан-Дієго. З 1979 року турнір відновився вже на регулярній основі і за наступні тридцять років не проводився тільки тричі.
Турнір змінив низку спонсорів, серед яких найдовше його підтримувала компанія Honda, назву одного з брендів якої, Acura, він носив вісім років, від 2000 до 2007 року. Від 1988 року турнір у Сан-Дієго належав до WTA-туру і за три роки піднявся в ранзі з п'ятої, найнижчої, категорії, до третьої, а вже 1993 року проходив як турнір другої категорії з призовим фондом 375 тисяч доларів, до 2003 року сума піднялась до мільйона. В середині першого десятиліття XXI століття турніру на короткий час присвоїли найвищу, першу категорію, а призовий фонд досяг 1,3 мільйона доларів. У 2008-2009 роках не проводився у зв'язку з розірванням контракту про спонсорство, та відновився у 2010 році з новим генеральним спонсором, групою страхових компаній Mercury.
2011 року турнір змінив арену проведення, переїхавши в тенісний комплекс в Карлсбаді в тій самій Каліфорнії. У 2014 році турнір знову зник з календаря WTA: втративши напередодні сезону-2013 титульного спонсора і не знайшовши йому заміну, власники ліцензії досягли домовленості з WTA і USTA про ліквідацію каліфорнійського турніру на користь призу в Токіо, який деякий час перебував без місця в календарі, не зумівши зібрати фінансування на свій колишній статус. 2015 року змагання повернулося в календар у ранзі турніру серії WTA 125k, замкнувши осінню серію турнірів у регіоні, розташовану в календарі після Відкритого чемпіонату США.

## Переможниці та фіналістки
Рекордсменкою турніру за кількістю титулів є Трейсі Остін, яка чотири рази вигравала його в одиночному і один раз в парному розряді. По чотири титули на рахунку Штеффі Граф (всі в одиночному розряді), Ліндсі Девенпорт (по два в одиночному розряді і парах) і Кари Блек (всі чотири в парному розряді).

## Фінали

### Одиночний розряд
| Рік                     | Назва турніру                     | Чемпіон            | Фіналіст                | Рахунок          |
| ----------------------- | --------------------------------- | ------------------ | ----------------------- | ---------------- |
| 1971                    | Virginia Slims of San Diego       | Біллі Джин Кінг    | Розмарі Касалс          | 3-6, 7-5, 6-1    |
| 1972–1978               | не проводився                     |                    |                         |                  |
| 1979                    | Wells Fargo Open                  | Трейсі Остін       | Мартіна Навратілова     | 6-4, 6-2         |
| 1980                    | Wells Fargo Open                  | Трейсі Остін       | Венді Тернбулл          | 6-1, 6-3         |
| 1981                    | Wells Fargo Open                  | Трейсі Остін       | Пем Шрайвер             | 6-2, 5-7, 6-2    |
| 1982                    | Wells Fargo Open                  | Трейсі Остін       | Кеті Рінальді           | 7-6, 6-3         |
| 1983                    | не проводився                     |                    |                         |                  |
| 1984                    | Virginia Slims Ginny of San Diego | Деббі Спенсер      | Бетсі Нагелсен          | 6-3, 6-7(3), 6-4 |
| 1985                    | Virginia Slims of San Diego       | Аннабель Крофт     | Венді Тернбулл          | 6-0, 7-6(5)      |
| 1986                    | Virginia Slims of San Diego       | Мелісса Гурней     | Стефані Рене            | 6-2, 6-4         |
| 1987                    | Virginia Slims of San Diego       | Рафаелла Реггі     | Анне Мінтер             | 6-0, 6-4         |
| 1988                    | Virginia Slims of San Diego       | Стефані Рене       | Анн Гроссман            | 6-1, 6-1         |
| 1989                    | Great American Bank Classic       | Штеффі Граф        | Зіна Гаррісон           | 6-4, 7-5         |
| 1989                    | Great American Bank Classic       | Штеффі Граф        | Мануела Малеєва-Франьєр | 6-3, 6-2         |
| 1991                    | Mazda Tennis Classic              | Дженіфер Капріаті  | Моніка Селеш            | 4-6, 6-1, 7-6(2) |
| 1992                    | Mazda Classic                     | Дженіфер Капріаті  | Кончіта Мартінес        | 6-3, 6-2         |
| 1993                    | Mazda Tennis Classic              | Штеффі Граф        | Аранча Санчес Вікаріо   | 6-4, 4-6, 6-1    |
| 1994                    | Toshiba Classic                   | Штеффі Граф        | Аранча Санчес Вікаріо   | 6-2, 6-1         |
| 1995                    | Toshiba Classic                   | Кончіта Мартінес   | Ліза Реймонд            | 6-2, 6-0         |
| 1996                    | Toshiba Tennis Classic            | Кіміко Дате        | Аранча Санчес Вікаріо   | 3-6, 6-3, 6-0    |
| 1997                    | Toshiba Classic                   | Мартіна Хінгіс     | Моніка Селеш            | 7-6(4), 6-4      |
| 1998                    | Toshiba Classic                   | Ліндсі Девенпорт   | Марі П'єрс              | 6-3, 6-1         |
| 1999                    | TIG Tennis Classic                | Мартіна Хінгіс     | Вінус Вільямс           | 6-4, 6-0         |
| 2000                    | Acura Classic                     | Вінус Вільямс      | Моніка Селеш            | 6-0, 6-7(3), 6-2 |
| 2001                    | Acura Classic                     | Вінус Вільямс      | Моніка Селеш            | 6-2, 6-3         |
| 2002                    | Acura Classic                     | Вінус Вільямс      | Єлена Докич             | 6-2, 6-2         |
| 2003                    | Acura Classic                     | Жустін Енен        | Кім Клейстерс           | 3-6, 6-2, 6-3    |
| 2004                    | Acura Classic                     | Ліндсі Девенпорт   | Анастасія Мискіна       | 6-1, 6-1         |
| 2005                    | Acura Classic                     | Марі П'єрс         | Аі Сугіяма              | 6-0, 6-3         |
| 2006                    | Acura Classic                     | Марія Шарапова     | Кім Клейстерс           | 7-5, 7-5         |
| 2007                    | Acura Classic                     | Марія Шарапова     | Патті Шнідер            | 6-2, 3-6, 6-0    |
| 2008-09                 | Не проводився                     | Не проводився      | Не проводився           | Не проводився    |
| 2010                    | San Diego Open                    | Світлана Кузнецова | Агнешка Радванська      | 6–4, 6–7(7), 6–3 |
| 2011                    | Mercury Insurance Open            | Агнешка Радванська | Віра Звонарьова         | 6–3, 6–4         |
| 2012                    | Домініка Цібулкова                | Маріон Бартолі     | 6–1, 7–5                |                  |
| 2013                    | Саманта Стосур                    | Вікторія Азаренко  | 6–2, 6–3                |                  |
| 2014                    | Не проводився                     | Не проводився      | Не проводився           |                  |
| ↓ WTA 125K tournament ↓ |                                   |                    |                         |                  |
| 2015                    | Яніна Вікмаєр                     | Ніколь Гіббс       | 6–3, 7–6(7–4)           |                  |
| 2016–21                 | Не проводився                     | Не проводився      | Не проводився           |                  |
| ↓ Турніри WTA 500 ↓     |                                   |                    |                         |                  |
| 2022                    | Іга Свьонтек                      | Донна Векич        | 6–3, 3–6, 6–0           |                  |
| 2023                    | Барбора Крейчикова                | Софія Кенін        | 6–4, 2–6, 6–4           |                  |
| 2024                    | Кеті Бултер                       | Марта Костюк       | 5–7, 6–2, 6–2           |                  |

### Парний розряд
| Рік                      | Чемпіонки                                    | Фіналістки                             | Рахунок            |
| ------------------------ | -------------------------------------------- | -------------------------------------- | ------------------ |
| 1971                     | Розмарі Касалс Біллі Джин Кінг               | Франсуаза Дюрр Judy Tegart Dalton      | 6–7, 6–2, 6–3      |
| 1972–1978                | Не проводився                                | Не проводився                          | Не проводився      |
| 1979                     | Розмарі Касалс (2) Мартіна Навратілова       | Betty Ann Grubb Stuart Енн Кійомура    | 3–6, 6–4, 6–2      |
| 1980                     | Трейсі Остін Енн Кійомура                    | Розмарі Касалс Венді Тернбулл          | 3–6, 6–4, 6–3      |
| 1980                     | Кеті Джордан Кенді Рейнолдс                  | Розмарі Касалс Пем Шрайвер             | 6–1, 2–6, 6–4      |
| 1982                     | Кеті Джордан (2) Пола Сміт                   | Patricia Medrado Cláudia Monteiro      | 6–3, 5–7, 7–6      |
| 1983                     | Не проводився                                | Не проводився                          | Не проводився      |
| 1984                     | Бетсі Нагелсен Пола Сміт (2)                 | Terry Holladay Iwona Kuczyńska         | 6–2, 6–4           |
| 1985                     | Кенді Рейнолдс (2) Венді Тернбулл            | Розалін Феербенк Susan Leo             | 6–4, 6–0           |
| 1986                     | Beth Herr Alycia Moulton                     | Еліз Берджін Розалін Феербенк          | 5–7, 6–2, 6–4      |
| 1987                     | Яна Новотна Катрін Сюїр                      | Еліз Берджін Шерон Волш                | 6–3, 6–4           |
| 1988                     | Патті Фендік Джилл Гетерінгтон               | Бетсі Нагелсен Діанне Ван Ренсбург     | 7–6(12–10), 6–4    |
| 1989                     | Еліз Берджін Розалін Феербенк                | Гретхен Магерс Робін Вайт              | 4–6, 6–3, 6–3      |
| 1990                     | Патті Фендік (2) Зіна Гаррісон               | Еліз Берджін Розалін Феербенк-Nideffer | 6–4, 7–6(7–5)      |
| 1991                     | Джилл Гетерінгтон (2) Кеті Ріналді           | Джиджі Фернандес Наталі Тозья          | 6–4, 3–6, 6–2      |
| 1992                     | Яна Новотна (2) Лариса Нейланд               | Кончіта Мартінес Мерседес Пас          | 6–1, 6–4           |
| 1993                     | Джиджі Фернандес Гелена Сукова               | Пем Шрайвер Елізабет Смайлі            | 6–4, 6–3           |
| 1994                     | Яна Новотна (2) Аранча Санчес Вікаріо        | Ginger Helgeson Рейчел Макквіллан      | 6–3, 6–3           |
| 1995                     | Джиджі Фернандес (2) Наташа Звєрєва          | Алексія Дешом-Баллере Сандрін Тестю    | 6–2, 6–1           |
| 1996                     | Джиджі Фернандес (3) Кончіта Мартінес        | Аранча Санчес Вікаріо Лариса Нейланд   | 4–6, 6–3, 6–4      |
| 1997                     | Мартіна Хінгіс Аранча Санчес Вікаріо (2)     | Емі Фрейзер Кімберлі По                | 6–3, 7–5           |
| 1998                     | Ліндсі Девенпорт Наташа Звєрєва (2)          | Александра Фусаї Наталі Тозья          | 6–2, 6–1           |
| 1999                     | Ліндсі Девенпорт (2) Коріна Мораріу          | Серена Вільямс Вінус Вільямс           | 6–4, 6–1           |
| 2000                     | Ліза Реймонд Ренне Стаббс                    | Ліндсі Девенпорт Анна Курнікова        | 4–6, 6–3, 7–6(8–6) |
| 2001                     | Кара Блек Олена Лиховцева                    | Мартіна Хінгіс Анна Курнікова          | 6–4, 1–6, 6–4      |
| 2002                     | Олена Дементьєва Жанетта Гусарова            | Даніела Гантухова Ай Суґіяма           | 6–2, 6–4           |
| 2003                     | Кім Клейстерс Ай Суґіяма                     | Ліндсі Девенпорт Ліза Реймонд          | 6–4, 7–5           |
| ↓ Турнір 1-ї категорії ↓ |                                              |                                        |                    |
| 2004                     | Кара Блек (2) Ренне Стаббс (2)               | Вірхінія Руано Паскуаль Паола Суарес   | 4–6, 6–1, 6–4      |
| 2005                     | Кончіта Мартінес (2) Вірхінія Руано Паскуаль | Даніела Гантухова Ай Суґіяма           | 6–7(7–9), 6–1, 7–5 |
| 2006                     | Кара Блек (3) Ренне Стаббс (3)               | Анна-Лена Гренефельд Меган Шонессі     | 6–2, 6–2           |
| 2007                     | Кара Блек (4) Лізель Губер                   | Анна Чакветадзе Вікторія Азаренко      | 7–5, 6–3           |
| 2008–2009                | не проводився                                | не проводився                          | не проводився      |
| 2010                     | Марія Кириленко Чжен Цзє                     | Ліза Реймонд Ренне Стаббс              | 6–4, 6–4           |
| 2011                     | Kvĕta Peschke Катарина Среботнік             | Ракель Копс-Джонс Абігейл Спірс        | 6–0, 6–2           |
| 2012                     | Ракель Копс-Джонс Абігейл Спірс              | Ваня Кінґ Надія Петрова                | 6–2, 6–4           |
| 2013                     | Ракель Копс-Джонс (2) Абігейл Спірс (2)      | Чжань Хаоцін Жанетта Гусарова          | 6–4, 6–1           |
| 2014                     | Не проводився                                | Не проводився                          | Не проводився      |
| 2015                     | Габріела Се Вероніка Сепеде Ройг             | Оксана Калашникова Татьяна Марія       | 1–6, 6–4, [10–8]   |
| 2016–2021                | Не проводився                                | Не проводився                          | Не проводився      |
| ↓ Турніри WTA 500 ↓      |                                              |                                        |                    |
| 2022                     | Корі Гофф Джессіка Пегула                    | Габріела Дабровскі Джуліана Ольмос     | 1–6, 7–5, [10–4]   |
| 2023                     | Барбора Крейчикова Катержина Сінякова        | Деніел Коллінз Коко Вандевей           | -                  |
| 2024                     | Ніколь Меліхар Еллен Перес                   | Дезіре Кравчик Джессіка Пегула         | 6–1, 6–2           |